# Nuevo Aeropuerto Internacional de Islamabad
El Nuevo Aeropuerto Internacional de Islamabad será un aeropuerto internacional que ocupará 1.620 hectáreas que será construido para atender a Islamabad, capital de Pakistán. Este aeropuerto reemplazará al actual ubicado en Rawalpindi. El nuevo aeropuerto estará ubicado en Fateh Jang, que está a 30 km al suroeste de la ciudad. La construcción del aeropuerto comenzó en abril de 2007, tras una década de retraso. Se espera que esté concluido y operativo en aproximadamente tres años. Cuando esté concluido se hará cargo de todos los vuelos comerciales que actualmente operan en el Aeropuerto Internacional Benazir Bhutto. El aeropuerto probablemente sea bautizado como Aeropuerto Internacional Gandhara en honor al antiguo reino Budista de Gandhara.

## Historia
La Dirección de Aviación Civil (CAA) anunció el 7 de enero de 2005 la construcción del aeropuerto en Islamabad por un coste de 300 millones de dólares. Se ha anunciado así mismo, que la nueva instalación estará disponible en 2010. El nuevo aeropuerto ocupa 13 km² de superficie, adquiridos por la CAA en los 80 en Pind Ranjha cerca de Fateh Jang, a unos 20 km de Islamabad y a 23 km de Saddar, Rawalpindi suponiendo un tiempo de conducción de sólo 20-25 minutos a través de la red de autovías y autopistas. El aeropuerto será desarrollado cumpliendo los estándares internacionales y servir de centro de conexión principal para las actividades aeronáuticas de la región.
Con un coste estimado de 400 millones de dólares, las nuevas instalaciones aeroportuaria, contendrán una terminal contemporánea, una torre de control, una pista con espacio para una segunda, calles de rodadura, plataforma, complejo de carga, y hangares junto con todas las infraestructuras necesarias. También estará dotado de las últimas tecnologías de los aviones de pasaje modernos. El nuevo aeropuerto tendrá un diseño capaz de atender a 6.5 millones de pasajeros al año y 80.000 toneladas de carga al año. Puesto que se trata de un nuevo aeropuerto, una importante cantidad de terreno ha sido reservado para propósitos comerciales como tiendas duty-free, hotel y centro de convenciones, centro de negocios, restaurantes, e instalaciones de recreo. El nuevo aeropuerto está enfocado a ser un símbolo que represente al Pakistán del siglo veintiuno, a la vez que se convierte en el aeropuerto principal de diplomáticos y ejecutivos en Pakistán. La CAA ha anunciado que el nuevo aeropuerto se llamará "Aeropuerto Internacional Gandhara" en honor al antiguo reino budista.
El presidente Musharraf puso la primera piedra el 7 de abril de 2007. El aeropuerto es el más grande y más moderno de Pakistán. Su superficie total es de 15 km². Quedará completado en cuatro años (diciembre de 2010). Será completado en dos fases. Los trabajos de la primera fase se completaron en un año. Las autoridades dijeron a través de una carta, que el ministerio de Defensa ha solicitado que la zona que alberga el nuevo aeropuerto sea considerada como parte de la capital.
La compañía francesa Aéroports de Paris Ingenierie (ADPi) y CPG Corporation (www.cpgcorp.com.sg) de Singapur han sido elegidas para diseñar la infraestructura aeroportuaria y la terminal de NIIA. El proyecto está diferenciado en tres etapas llamadas diseño de concepto, diseño inicial y diseño final.

## Estructura

### Pistas
Están planeadas dos pistas de aterrizaje para el Nuevo Aeropuerto Internacional de Islamabad, y el gobierno ha solicitado 180 hectáreas adicionales para poder construir ambas. La longitud de ambas pistas será de 4.000 metros.

## Servicio aéreo

### Destinos nacionales
A agosto de 2019 se brinda servicio a los siguientes destinos dentro de Pakistán.
| Aerolínea                       | Destinos                                                                                     |
| ------------------------------- | -------------------------------------------------------------------------------------------- |
| Airblue                         | Karachi                                                                                      |
| Pakistan International Airlines | Bahawalpur, Chitral, Gilgit, Karachi, Lahore, Multán, Quetta, Rahim Yar Khan, Skardu, Sukkur |
| Serene Air                      | Karachi, Quetta                                                                              |

### Destinos internacionales
El aeropuerto de Islamabad también cuenta con vuelos a las siguientes ciudades fuera del país.
| Ciudades por países | Nombre del aeropuerto                      | Aerolíneas                                             | Aeronaves    | Frecuencias semanales |              |
| Norteamérica        | Norteamérica                               | Norteamérica                                           | Norteamérica | Norteamérica          | Norteamérica |
| ------------------- | ------------------------------------------ | ------------------------------------------------------ | ------------ | --------------------- | ------------ |
| Canadá              |                                            |                                                        |              |                       |              |
| Toronto             | Aeropuerto Internacional Lester B. Pearson | Pakistan International Airlines                        |              |                       |              |
| Asia                |                                            |                                                        |              |                       |              |
| Afganistán          |                                            |                                                        |              |                       |              |
| Kabul               | Aeropuerto Internacional de Kabul          | Kam Air Pakistan International Airlines                |              |                       |              |
| Arabia Saudita      |                                            |                                                        |              |                       |              |
| Dammam              | Aeropuerto Internacional Rey Fahd          | Pakistan International Airlines SaudiGulf Airlines     | A32x         |                       |              |
| Medina              | Aeropuerto Príncipe Mohammad Bin Abdulaziz | Pakistan International Airlines                        |              |                       |              |
| Riad                | Aeropuerto Internacional Rey Khalid        | Airblue Flynas Pakistan International Airlines Saudia  | A32x         |                       |              |
| Yeda                | Aeropuerto Internacional Rey Abdulaziz     | Airblue Pakistan International Airlines Saudia         | A32x         |                       |              |
| Azerbaiyán          |                                            |                                                        |              |                       |              |
| Bakú                | Aeropuerto Internacional Heydar Aliyev     | Azerbaijan Airlines Pakistan International Airlines    |              |                       |              |
| Baréin              |                                            |                                                        |              |                       |              |
| Manama              | Aeropuerto Internacional de Baréin         | Gulf Air                                               |              |                       |              |
| Catar               |                                            |                                                        |              |                       |              |
| Doha                | Aeropuerto Internacional Hamad             | Pakistan International Airlines Qatar Airways          |              |                       |              |
| China               |                                            |                                                        |              |                       |              |
| Pekín               | Aeropuerto de Pekín-Capital                | Air China Pakistan International Airlines              |              |                       |              |
| Urumchi             | Aeropuerto de Urumchi-Diwopu               | China Southern Airlines                                |              |                       |              |
| EAU                 |                                            |                                                        |              |                       |              |
| Abu Dabi            | Aeropuerto Internacional de Abu Dabi       | Airblue Etihad Airways Pakistan International Airlines | A32x         |                       |              |
| Dubái               | Aeropuerto Internacional de Dubái          | Airblue Emirates Pakistan International Airlines       | A32x         |                       |              |
| Ras al-Khaima       | Aeropuerto Internacional de Ras al-Khaima  | Air Arabia                                             | A32x         |                       |              |
| Sharjah             | Aeropuerto Internacional de Sharjah        | Airblue                                                | A32x         |                       |              |
| Irak                |                                            |                                                        |              |                       |              |
| Bagdad              | Aeropuerto Internacional de Bagdad         | Iraqi Airways                                          |              |                       |              |
| Nayaf               | Aeropuerto Internacional de Nayaf          | Iraqi Airways                                          |              |                       |              |
| Japón               |                                            |                                                        |              |                       |              |
| Tokio               | Aeropuerto Internacional de Narita         | Pakistan International Airlines                        |              |                       |              |
| Kuwait              |                                            |                                                        |              |                       |              |
| Ciudad de Kuwait    | Aeropuerto Internacional de Kuwait         | Kuwait Airways                                         |              |                       |              |
| Malasia             |                                            |                                                        |              |                       |              |
| Kuala Lumpur        | Aeropuerto Internacional de Kuala Lumpur   | Pakistan International Airlines                        |              |                       |              |
| Omán                |                                            |                                                        |              |                       |              |
| Mascate             | Aeropuerto Internacional de Mascate        | Oman Air Pakistan International Airlines SalamAir      |              |                       |              |
| Siria               |                                            |                                                        |              |                       |              |
| Damasco             | Aeropuerto Internacional de Damasco        | Pakistan International Airlines                        |              |                       |              |
| Tailandia           |                                            |                                                        |              |                       |              |
| Bangkok             | Aeropuerto de Bangkok-Suvarnabhumi         | Thai Airways                                           |              |                       |              |
| Uzbekistán          |                                            |                                                        |              |                       |              |
| Tashkent            | Aeropuerto Internacional de Taskent        | Uzbekistan Airways                                     |              |                       |              |
| Europa              |                                            |                                                        |              |                       |              |
| Dinamarca           |                                            |                                                        |              |                       |              |
| Copenhague          | Aeropuerto de Copenhague-Kastrup           | Pakistan International Airlines                        |              |                       |              |
| Francia             |                                            |                                                        |              |                       |              |
| París               | Aeropuerto de París-Charles de Gaulle      | Pakistan International Airlines                        |              |                       |              |
| Alemania            |                                            |                                                        |              |                       |              |
| Fráncfort del Meno  | Aeropuerto de Fráncfort                    | Condor                                                 |              |                       |              |
| Italia              |                                            |                                                        |              |                       |              |
| Milán               | Aeropuerto de Milán-Malpensa               | Pakistan International Airlines                        |              |                       |              |
| Reino Unido         |                                            |                                                        |              |                       |              |
| Birmingham          | Aeropuerto de Birmingham                   | Pakistan International Airlines                        |              |                       |              |
| Londres             | Aeropuerto de Londres-Heathrow             | British Airways Pakistan International Airlines        |              |                       |              |
| Mánchester          | Aeropuerto de Mánchester                   | Pakistan International Airlines                        |              |                       |              |
| Turquía             |                                            |                                                        |              |                       |              |
| Estambul            | Aeropuerto de Estambul                     | Pakistan International Airlines Turkish Airlines       |              |                       |              |